# Phúc Kiến (tàu sân bay Trung Quốc)
Phúc Kiến (18; tiếng Trung: 福建舰; bính âm: Fújiàn Jiàn) hay tàu sân bay Loại 003 là một hàng không mẫu hạm thế hệ thứ hai của Trung Quốc đang được biên chế cho Hải quân Quân Giải phóng Nhân dân Trung Quốc (PLAN). Được hạ thủy vào ngày 17 tháng 6 năm 2022, Phúc Kiến là tàu sân bay đầu tiên của Trung Quốc sử dụng hệ thống CATOBAR và máy phóng điện từ.
Loại 003 ban đầu được giới quan sát gọi là Loại 002 khi Sơn Đông, tàu sân bay thứ hai chưa hoàn thiện vào thời điểm đó của Trung Quốc, được gọi là Loại 001A. Tên gọi chính thức của Sơn Đông, Loại 002, đã được tiết lộ trong quá trình chạy thử. Do đó, các nhà quan sát tin rằng tàu sân bay thứ ba sẽ là Loại 003.

## Thiết kế
Loại 003 dự kiến sẽ sử dụng động cơ đẩy điện tích hợp (IEP) và máy phóng điện từ, trong khi các tàu sân bay trước đây của Trung Quốc được cấp nguồn theo cách thông thường và phóng máy bay bằng động tác nhảy trượt tuyết.
Kích cỡ của tàu sân bay này dự kiến sẽ nằm trong khoảng giữa chiếc tàu sân bay Ulyanovsk chưa từng hoàn thành của Liên Xô nặng 85.000 tấn và các siêu tàu sân bay 100.000 tấn của Hải quân Hoa Kỳ. Đánh giá ban đầu cho thấy Loại 003 dài khoảng 300 mét (984 ft 3 in), gần bằng chiều dài của các tàu lớp Gerald R. Ford của Hải quân Hoa Kỳ. Đánh giá mới cho thấy chiều dài của nó là 316 mét và có sàn đáp với chiều rộng là 76 mét. Các so sánh với các tàu sân bay lớp Kitty Hawk của Mỹ cũng đã được thực hiện. Các thông tin báo chí trước đó thường cho rằng con tàu có thể có lượng choán nước khoảng 80.000 tấn đến 85.000 tấn. Đánh giá sau đó được hỗ trợ bởi các hình ảnh vệ tinh cho thấy độ rẽ nước đã được đánh giá thấp hơn thực tế và tàu sân bay Loại 003 có thể có lượng choán nước gần với mức 100.000 tấn. Nhà phân tích Robert Farley tin rằng Loại 003 sẽ là "hàng không mẫu hạm lớn nhất và tiên tiến nhất từng được đóng bên ngoài nước Mỹ" khi hoàn thành.
Vào năm 2018, Kyle Mizokami dự đoán tàu sân bay này sẽ vận hành một phi đội gồm 40 máy bay chiến đấu, cùng với máy bay vận tải chạy bằng cánh quạt và có hệ thống chỉ huy và cảnh báo trên không.

## Phát triển
Loại 003 ban đầu được dự định sử dụng máy phóng chạy bằng hơi nước. Năm 2013, Chuẩn Đô đốc Doãn Trác của Hải quân Quân giải phóng Nhân dân Trung Quốc cho biết tàu sân bay tiếp theo của Trung Quốc sẽ được trang bị hệ thống phóng điện từ. Nhiều nguyên mẫu đã được giới truyền thông phát hiện vào năm 2012 và các máy bay có khả năng sử dụng hệ thống này đã được thử nghiệm tại các cơ sở nghiên cứu của hải quân. Việc đổi sang máy phóng điện từ (EM) có thể giải thích sự gia tăng kích thước của tàu sân bay này so với các tàu sân bay trước đây của Trung Quốc.
Việc đóng tàu bắt đầu vào giữa những năm 2010. Thời điểm chính xác chưa được xác định; tờ tạp chí The National Interest ("Lợi ích Quốc gia") đưa tin vào tháng 3 năm 2015; tạp chí The Diplomat ("Nhà ngoại giao") báo cáo rằng "các bước đầu tiên" đã bắt đầu vào tháng 2 năm 2016, theo sau là một thông báo tiếp tục công việc gửi cho Tập đoàn đóng tàu Thượng Hải Giang Nam vào tháng 3 năm 2017. Công việc được cho là đã bị trì hoãn vào tháng 6 năm 2017 do các cuộc thử nghiệm điện từ và máy phóng hơi nước. Vào tháng 11 năm 2017, Hải quân được cho là đã phát triển một hệ thống IEP - thay cho năng lượng hạt nhân - để cung cấp năng lượng cho máy phóng điện từ, cho phép tiếp tục công việc trên tàu Loại 003.
Các mô-đun khối đã được chuyển từ cơ sở sản xuất sang khu vực tập kết vào tháng 5 năm 2020 và vào ụ khô vào tháng 7 năm 2020. Hầu hết tất cả các khối sống tàu và thân tàu đã được đưa vào ụ tính đến đầu tháng 9 năm 2020; không thấy phần đầu mũi tàu. Các phép đo dựa trên vệ tinh và chụp ảnh trên không cho thấy chiều dài thân tàu / ngấn nước là 300 mét - gần bằng chiều dài sàn đáp của các tàu sân bay hiện có của Trung Quốc - chiều rộng tối đa là 40 mét (131 ft 3 in), và lượng choán nước hơn 85.000 tấn (84.000 tấn Anh). Vào giữa năm 2020, các nguồn tin ẩn danh của Trung Quốc dự báo tàu sẽ được hạ thủy vào nửa đầu năm 2022. Vào tháng 9 năm 2020, Rick Joe của The Diplomat dự báo tàu sẽ được hạ thủy sớm nhất vào giữa năm 2022. 
Vào tháng 7 năm 2021, các bức ảnh vệ tinh cho thấy việc đóng tàu đang tiến triển, với các phần quan trọng như cấu trúc phía trên và ba hệ thống máy phóng được thêm vào thân tàu. Vào ngày 10 tháng 11, Bloomberg đưa tin rằng "Trung Quốc còn ba đến sáu tháng nữa sẽ hạ thủy tàu sân bay thứ ba", trích dẫn một báo cáo của Trung tâm Nghiên cứu Chiến lược và Quốc tế.
Con tàu được hạ thủy vào ngày 17 tháng 6 năm 2022. Con tàu mang tên Phúc Kiến, được hạ thủy với số hiệu 18 trên thân. Cái tên này đã nhận được sự quan tâm của các phương tiện truyền thông phương Tây vì nó cũng là tên tỉnh Phúc Kiến, nằm đối diện với đảo Đài Loan có chính quyền riêng, nhưng được Trung Quốc tuyên bố chủ quyền.